# 泥棒株式会社
『泥棒株式会社』（どろぼうかぶしきがいしゃ、Two-Way Stretch）は1960年のイギリスのコメディ映画。出演はピーター・セラーズなど。

## ストーリー
イギリスのハントリー刑務所で快適に過ごすドジャー、ジェリー、レニーの3人の囚人の元に、元仲間のソーピーが牧師に扮して面会に来る。ソーピーは、銀行から搬出されるアラビアのサルタンのダイアモンドを奪う作戦を立案する。3人はソーピーに加え、ドジャーの恋人のエセルやレニーの母親と伝書鳩を通じてやりとりし、作戦を立てていった。そして、作戦当日、警官に扮したソーピーが囚人護送車にドジャーたちを乗せて銀行へ行って4人でダイアモンドを盗み、それからドジャーたちを刑務所へ戻す。その後、ソーピーは逮捕されるものの、ドジャーたちは保釈される。ところが、3人は汽車の中へ見回りに来た本物の警官に驚いた拍子にダイアモンドの入ったカバンを列車の外へ出してしまう。数か月後、3人はダイアモンドを手に入れるべく、アラビアの有力者の部下として近づいていた。

## キャスト
※括弧内は日本語吹替（テレビ版）
- ドジャー：ピーター・セラーズ（山田康雄）
- ジェリー：デイヴィッド・ロッジ
- レニー：バーナード・クリビンス
- クラウト看守：ライオネル・ジェフリーズ
- ソーピー：ウィルフリッド・ハイド＝ホワイト
- エセル：リズ・フレイザー
- 夫人：アイリーン・ハンドル

## スタッフ
- 監督：ロバート・デイ
- 製作：マイケル・スメドレー・アストン
- 脚本：ジョン・ウォーレン、レン・ヒース
- 撮影：ジョンフリー・フェイスフル
- 編集：バート・ルール
- 音楽：ケン・ジョーンズ